# Stånga

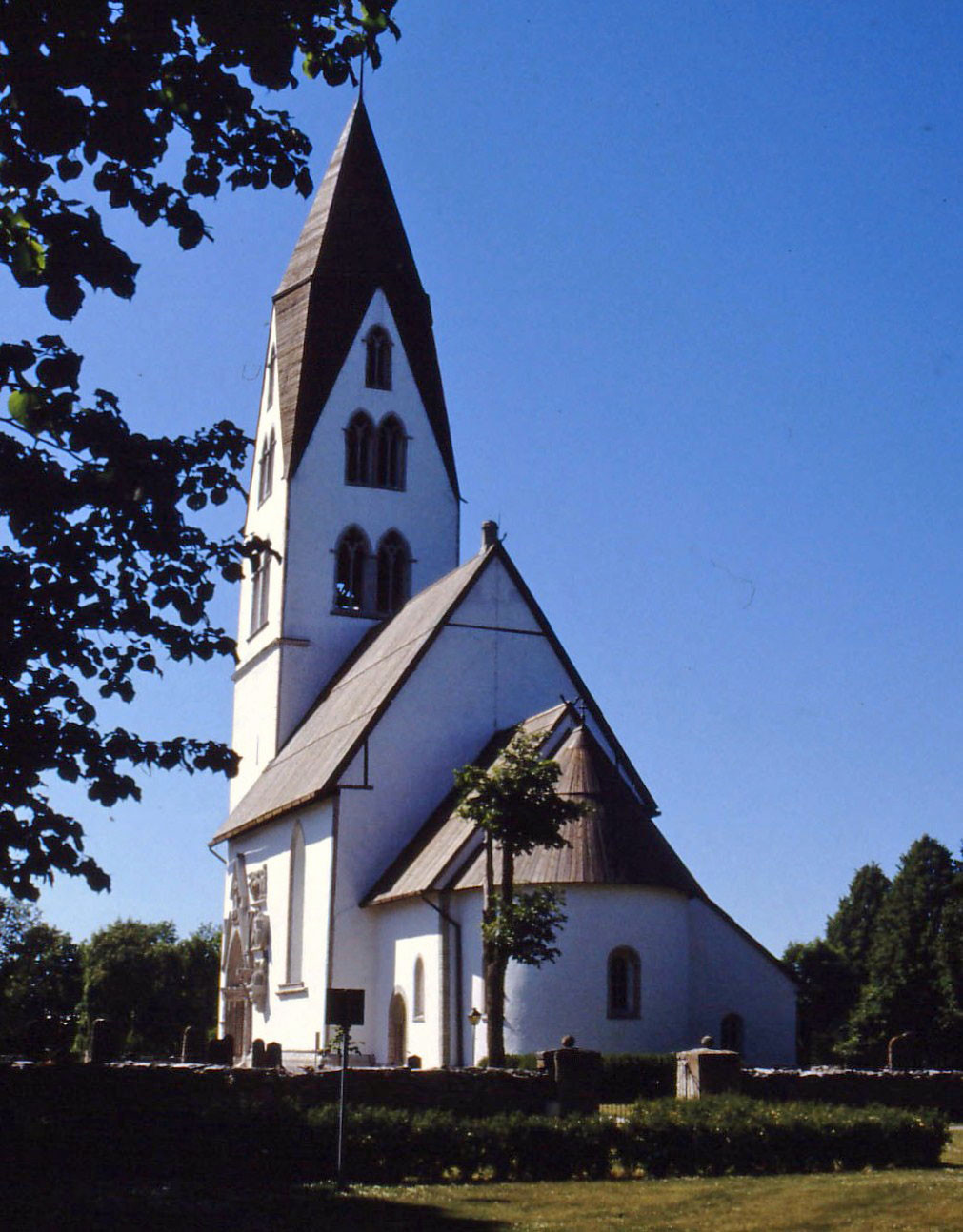
Kirche von Stånga

Stånga ist ein Ort (schwedisch tätort) auf der schwedischen Insel Gotland im Kirchspiel (schwedisch socken) Stånga in der Gemeinde Gotland in der Provinz Gotlands län in der historischen Provinz Gotland. Der Ort liegt 41 km südlich von Visby, 25 km südlich von Roma (Romakloster), 8 km nordöstlich von Hemse und 15 km südwestlich von Ljugarn. Die Straße 144 von Ljugarn nach Hemse führt durch Stånga.
Stånga ist bekannt für die Olympiade von Gotland und den Gumbalde golfklubb. Hier wurde auch der Runenstein Kylverstenen, der Kylverstein, gefunden, einer der ältesten in Schweden. In Stånga befindet sich die mittelalterliche Kirche von Stånga.

## Bevölkerungsentwicklung
Die Tabelle zeigt die Bevölkerungsentwicklung von 1960 bis 2010. 1980 wurde mit 360 Einwohnern das Maximum erreicht.
| Jahr | Fläche | Einwohner |
| 1960 | k. A.  | 229       |
| 1965 | k. A.  | 218       |
| 1970 | k. A.  | 247       |
| 1975 | k. A.  | 255       |
| 1980 | k. A.  | 360       |
| 1990 | 101    | 348       |
| 1995 | 103    | 347       |
| 2000 | 103    | 334       |
| 2005 | 105    | 342       |
| 2010 | 105    | 317       |
| 2015 | 111    | 335       |

## Umgebung (Kirchspiel)
Das Kirchspiel Stånga ist im Norden überwiegend bewaldet und im Süden durch Ackerbau geprägt, wofür teilweise Flächen des trockengelegten Moores Stånga myr genutzt werden.
Westlich des Ortes liegt ein Gräberfeld mit dem Radgrab von Rojrhagen.
Im Kirchspiel finden sich sechs kleine Gräberfelder gravfält, Burnt Mound-Fundplätze (schwedisch skärvstenshögar), Fundamentreste (schwedisch husgrunder), Steinpfade (schwedisch stensträngar), sogenannte Sliprännor oder Slipskårestenar, das sind Steine die aus früheren Zeiten eingeschliffene, gerade Schlitze von ein paar Dezimetern Länge, eine Wallburg (schwedisch fornborg) und der Kylverstein mit seiner Runeninschrift. Die Ruinen der mittelalterlichen Burg Schloss von Lojsta und das rekonstruierte eisenzeitliche Haus Lojsta hall befinden sich auch im Kirchspiel Stånga. Im Kirchspiel sind zwei Silberschätze aus der Wikingerzeit gefunden worden.

## Name
Der Name lautete im 14. Jahrhundert Stangum und beinhaltet vermutlich den Plural des schwedischen Worts stång (deutsch Stange).